# F-ZERO GX
『F-ZERO GX』（エフゼロ ジーエックス）は2003年7月25日に任天堂から発売されたニンテンドー ゲームキューブ用レースゲーム。F-ZEROシリーズの第4作目。据置機では3作目となる。発売前に付けられていた仮題は「F-ZERO GC」。アメリカでは同年8月29日、ヨーロッパでは同年10月31日に発売された。

## 概要
前作『F-ZERO X』の翌年に開催された大会で、前回大会はキャプテン・ファルコンが優勝したものとされている。アーケードゲームの『F-ZERO AX』とメモリーカードを介して連動し、AXで登場するマシン・パイロットのダウンロード、オリジナルマシンのパーツの追加が可能。また、数量限定で「特製F-ZEROライセンスカード」が同梱され、AXにおいてメモリーカードを挿した状態で挿入することで、GXでは手に入らないスペシャルマシンのダウンロードができた。
1回のグランプリで5コースあり、隠し要素で登場するAX CUPもある。主人公キャプテン・ファルコンとしてオリジナルのシナリオをプレイするミッション形式のストーリーモードがある。セガとのコラボレーション作品で、セガの名越稔洋らが開発する。音楽はテクノ調のBGMで、各パイロットにテーマ曲がある。

## グランプリのルール
1. 使用可能なマシンは4台（他に26台がショップの項目として存在する。その他、AXとの連動、或いはストーリーモードの進行に応じてショップにマシンが入荷し、最終的に41台に増える）、およびオリジナルマシン（後述）。相手マシン29台（自分が選んだパイロットのマシンを除く。）との5コース3周勝負。2レース目以降は前レースの下位が前になるようにスタート位置が設定される。（リバースグリッド方式）
2. 3周完走者はその順位に応じてポイントが与えられる。この合計得点で総合順位が決定される。
3. ブーストは2周目以降、エネルギーを一定量消費して使用する。エネルギー残量のある限りは何回でも使用可能。
4. コースアウト・クラッシュ時はスペアマシン（初期状態で5台（NOVICEランクの場合。STANDARD/EXPERT/MASTERはそれぞれ4/3/1台）、前述の条件で増加）を1台消費してそのコースを最初からやり直すことが可能。
5. 敵マシンを1台破壊するごとに若干エネルギーが回復し、1レース中に5台破壊するとスペアマシンが1台追加される。
6. 5レース完走するとF-ZEROチケットを入手できる(総合順位とカップ及びクラスによって変動する)。オリジナルマシンのパーツがショップに追加される場合もある。

## オリジナルマシン
F-ZERO GXで新しく追加された特徴として、ボディ・コックピット・ブースターを自分で選んでマシンを作ることが出来るようになった点がある。
初期状態では選べるパーツはそれぞれ1種類だけだが、グランプリのクリア状況により最高10種類の選択肢となる（なお、初期状態で各系統4つのパーツがショップに入荷している）。また、F-ZERO AXとの連動、或いはストーリーモードの進行に応じて各10種類のパーツが追加される。その他にイベントで配布されたりしたパーツが各系統5種類あり、最終的に各系統25のパーツから選択することができる。各パーツには重量と性能評価値が設定されており（基本的に高性能なパーツほど重い）、上は3000kgオーバーのモンスターマシンから下は600kg台の超軽量マシンまで、15000以上（後述するパイロット選択も加えると64万以上）の膨大なバリエーションから1つを選んで使用することができる。
ボディおよびコックピットのパーツにはそれぞれ裏の名前が設定されており、ブースターにはマシン名に関する法則（ボディとコックピットの名前のうちどちらを先にするか、それぞれ表の名前を使うか裏の名前を使うか、および最後に付く記号）が設定されている。一部の組み合わせについては専用の名前が設定されているものがある。
マシン作成の際パイロットも選択することになるため、オリジナルマシンでグランプリをプレイする場合には、そのパイロットが敵マシンとして重複して出場することは無い。
また、ゲーム内で作成したエンブレムを貼ったり、パーツ単位での色の変更も可能である（エンブレムについては通常のマシンに貼ることもできる）。
作成されたマシンはメモリーカード上にガレージデータとして保存され、F-ZERO AXで使用することもできる。1枚のメモリーカードに4台までマシンを保存できる。

## ストーリーモード
本作では主人公キャプテン・ファルコンとして全9話のシナリオをクリアしていく、ミッション形式のストーリーモードが追加された。
セッティング前に表示されるお題をクリアしつつ、ゴールすることでその話はクリアとなる。
初期状態ではストーリーモードのメニューにあるのはプロローグのムービーだけだが、これを見る事で第1話が追加され、クリアするとショップに第2話が入荷する。このように、各話をクリアする事で入荷する次の話を購入する事を繰り返しながら話を進めていく。最終話である9話をクリアすれば、ショップにマシンが1台追加される。また、クリアするとそのミッションの1ランク上の難易度が解禁され、これをクリアした場合にはF-ZERO AXの要素の一部が解禁される。
- HARD - オリジナルマシンのパーツが1セットショップに入荷する。また、全9話のHARDランクをクリアするとマシンが1台入荷する。
- VERY HARD - F-ZERO AXのマシンが入荷する（先述の全話HARDクリアの特典を除く9台が各話に割り当てられている）。

全体的に通常のグランプリ等に比べ難易度が高い傾向があり、HARD以上、特にVERY HARDは本作中最高の難易度を誇る。コースは全てストーリーモード専用のもので、これらはグランプリや対戦などで走ることはできない。

## コース一覧
デフォルトではルビー・サファイア・エメラルドの3つだが、条件を満たすとダイヤモンドカップ・AXカップが出現する。
コースの全長は公式サイトより出典。
スタッフゴーストはタイムアタックにて記録の+10秒以内のタイムでゴールするとショップで購入することができる。括弧内はスタッフゴーストのマシンを表す。

### ルビーカップ
- ミュートシティ - ツイストロード
  - 全長：約7910m
  - スタッフゴースト：0'59"964（デスアンカー）
非常に簡単なレイアウトのコース。コース幅が非常に広いためライン取り次第でタイムが大幅に変わる。コースの最後には床面が180度ねじれるツイスト地帯がある。
- ベガスパレス（北米版：カジノパレス） - スプリットオーバル
  - 全長：約8490m
  - スタッフゴースト：0'56"691（ブラックブル）
超高速オーバルコース。中盤の分岐で、右側のダッシュプレートと左側のピットゾーンの選択に注意しなければならない。非常に多くのダッシュプレートが配置されているが、最終コーナーは輪の外側を走るような形となるため、スピードを出しすぎると遠心力によってマシンがコースから飛び出しコースアウトする危険性がある。
- サンドオーシャン - サーフェススライド
  - 全長：約13160m
  - スタッフゴースト：1'56"743（ビッグファング）
砂漠の古代遺跡を駆け抜けるコース。比較的道幅が広い場所が多いが、後半は路面と平行に段差が現れ、アウト側に流されると大幅なタイムロスになる。スタート直後のジャンプでコースアウトに注意する必要がある。
- ライトニング - ループクロス
  - 全長：約13270m
  - スタッフゴースト：1'59"907（ワイルドボア）
名前の通り2つのループが交差するポイントがある。暗い天候に加え、ループ・トンネルが続くので視界は悪い。終盤のストレートは中央が盛り上がった形状になっているため安定しにくく、何より初盤ループの急な右コーナーが最難関。エネルギーの消費に注意しなければならないロングコースである。
- エアロポリス - マルチプレックス
  - 全長：約16500m
  - スタッフゴースト：2'15"297（ファイアスティングレイ）
ヘアピンコーナー・ジャンププレート・地雷地帯など様々な仕掛けが登場するルピーカップ最終コース。殆どのコーナーが直角コーナーで構成されているが、コース幅が広いので比較的スピードを出しやすい。

### サファイアカップ
- ビッグブルー - ドリフトハイウェイ
  - 全長：約7440m
  - スタッフゴースト：1'07"331（ナイトサンダー）
海中トンネルを進んでいくレイアウトが四角形に近いコース。名前の通りドリフトを多用できる。最終コーナー前の複合コーナーが難関。トンネルの影響でほとんどがブラインドコーナーとなっている。AXカップを除けば全コース中最短のコースとなる。
- ポートタウン - エアロダイブ
  - 全長：約16690m
  - スタッフゴースト：2'25"689（ブラックブル）
ホームストレートを除いて、途切れ途切れに小さなジャンプを繰り返す設計がなされており、高速走行時はバランスを崩しやすい。コース中盤で一気に上昇し、最高地点でコース名通りの大ジャンプが待ち受ける。大乱闘スマッシュブラザーズX、大乱闘スマッシュブラザーズ for Wii U、大乱闘スマッシュブラザーズ SPECIALでは対戦ステージとして登場する。
- グリーンプラント - メビウスリング
  - 全長：約11580m
  - スタッフゴースト：1'35"169（デスアンカー）
一見オーバルコースのようだが、コース途中で180度のねじれがあり、メビウスの輪の形状となっているコース。その構造上コースの表側だけでなく裏側も走るため、体感的には2つのオーバルコースを8の字に走って1周、となる。コース上の起伏が激しく地雷も多いので、安定した走行が要求される。ピットエリアがコース中央を通る起伏の上に設置されているため非常に細く乗りにくい。
- ポートタウン - ロングパイプ
  - 全長：約19530m
  - スタッフゴースト：2'26"802（ワイルドボア）
断面が真円状の長いパイプ内を走るコース。コース途中ファンのように回転する巨大な柱があり、これにぶつかると大幅なタイムロスとなる。その名の通りコースの全長が長いので、エネルギーの消費に警戒しなければ最終コーナー付近の連続柱地帯でマシンが大破してしまう危険がある。
- ミュートシティ - シリアルギャップ
  - 全長：約9580m
  - スタッフゴースト：1'26"549（ナイトサンダー）
複合コーナーとジャンプ地帯が複雑に入り組んだサファイアカップ最終コース。ジャンプや段差、地雷も設置され、細かなコーナーが連続する。この難易度周辺のコースの中ではかなり難易度が高い。後半の大ジャンプでは上下二段に分かれたコースのどちらかに着地することとなり、幅の狭い上段に着地できることがタイム向上には必須である。

### エメラルドカップ
- ファイアフィールド - シリンダーノット
  - 全長：約18700m
  - スタッフゴースト：2'40"909（ブラックブル）
スタート・ゴール地点以外ほぼ全てがパイプの外側、シリンダー状の部分を走る状態となっているコース。ブースト・ダッシュプレートの使い方が重要となるロングコースである。ゴール近くには障害物が待ち構える。
- グリーンプラント - インターセクション
  - 全長：約16700m
  - スタッフゴースト：2'24"897（マイティハリケーン）
直角二等辺三角形に3本のストレートが組み合わされ、上下に波打つパイプ状のコースが突き刺さる構造をしているハイスピードコース。終盤のストレートでかなりのスピードが出るが、最終コーナーが大きくうねっているためコースアウトに注意しなければならない。
- ベガスパレス（北米版：カジノパレス） - ダブルブランチ
  - 全長：約22180m
  - スタッフゴースト：2'59"117（ファイアスティングレイ）
分岐が多く、メビウスリングと同じくコースの表裏両面を走るコース。特徴的な8の字コーナーなどのテクニカル要素があるものの、比較的スピードを出しやすくダッシュプレートも多いためハイスピードコースと言える。1周目はダッシュプレート側、2周目以降はピットゾーン側、と分岐の内容を把握することが重要。
- ライトニング - ハーフパイプ
  - 全長：約16200m
  - スタッフゴースト：2'50"296（ソニックファントム）
断面が半円状のパイプ内を走るコース。コースの縁にガードビームが無いので、コースアウトしやすく非常に危険。半円パイプ自体が360度ねじれるポイントや、半円パイプの床と天井が徐々に入れ替わるポイントもある。最終ストレートのレーザー地帯はブーストでエネルギーを使い果たしているとレーザーによってマシンが大破してしまう危険がある。
- ビッグブルー - オーディール
  - 全長：約18440m
  - スタッフゴースト：2'50"808（ファイアスティングレイ）
前半はジャンプ地帯、後半は複合コーナーやツイストと、エメラルドカップを締め括るのに相応しいコースである。オーディール(試練)の名の通り、総合的に難易度が高い。

### ダイヤモンドカップ
- コスモターミナル - トライデント
  - 全長：約22410m
  - スタッフゴースト：2'58"650（ブラックブル）
コース中4箇所で3つの道に分岐し場所があり、中にはコース名通り3つの道が三角形を形成する場面もある。急なコーナーは無いストレート中心の構造だが、スタート周辺を除いてガードビームが無い上、コース幅が非常に狭いため難易度は高い。軌道エレベーターという立地上、コース全体が常に上昇しており、体感的にはジャンプ後の降下速度が若干速く感じられる。AXカップを除けば全コース中最長のコースとなる。
- サンドオーシャン - ラテラルシフト
  - 全長：約16160m
  - スタッフゴースト：2'09"849（ハイパースピーダー）
シケインが非常に多く、これらを曲がりきれずそのまま直進してしまうと落ちてしまう構造になっている。テクニカルコースではあるが、直線的に通過できるように攻略できればコースは一転、ハイスピードコースに変わる。
- ファイアフィールド - アンデュレーション
  - 全長：約14160m
  - スタッフゴースト：2'06"916（ツインノリッタ）
アンデュレーション(波動・うねり)の名の通り、溶岩の熱によってコースが変形しており、上下に激しく波打ち、凸凹路も設置されている非常に危険なコース。熱で溶けたためか大半にガードビームが無く、コースアウトの恐れからスピードを出しにくい。コースアウトしてリタイアするCPUマシンが非常に多い。
- エアロポリス - ドラゴンスロープ
  - 全長：約18870m
  - スタッフゴースト：2'59"076（デスアンカー）
本作最大の高低差を誇るコース。特徴的な連続ダイブにおいて、着地時のスピードをいかに維持していけるかがカギとなる。後半は竜のようにうねる道を登ることになる。
- ファントムロード - スリムラインスリット
  - 全長：約13220m
  - スタッフゴースト：2'03"268（クイーンメテオ）
路面に進行方向と平行にスリットが入り、マシンの操作が難しい。コース自体見えにくいデザインであるうえ、コース幅が非常に狭く、壁にぶつかって体勢を崩しやすい。コース幅の増減が激しいうえ、ラテラルシフトのような目印は何も無いため、初回走行時のコースアウトは必至。ダイヤモンドカップ最終コースの名に恥じぬ最難関コースである。

### AXカップ
AXとの連動、もしくは一定条件を満たすとタイムアタックや対戦に出現する「ミュートシティ - ソニックオーバル」もグループとしてはここに属する。またAXでは3～8周で走行するが、AXカップでは3周に統一している。
- エアロポリス - スクリュードライブ
  - 全長：約7900m
  - スタッフゴースト：1'06"690（ローリングタートル）
非常にシンプルなレイアウトのコース。コースの中央にループ地帯がある。ピットが多いのでブースト勝負になりやすいが、ループと最終ヘアピンで体勢を崩さないように注意が必要である。AXでは6周コースとなっている。
- アウタースペース - メテオストリーム
  - 全長：約12130m
  - スタッフゴースト：1'38"178（ワイルドグース）
AXのみに登場する、大量の隕石が降り注ぐ危険な地帯にある、放棄された宇宙コロニーが舞台。前半は扁円のパイプの中を走る。パイプ内では途中、全面スリップゾーンになっている地帯があり、そのままコースがねじれるポイントもあるため非常にバランスを崩しやすい。終盤の分岐で、ダッシュプレートとピットゾーンどちらを取るか選択を迫られる。AXでは4周コースとなっている。
- ポートタウン - シリンダーウェーブ
  - 全長：約15190m
  - スタッフゴースト：2'06"837（ファットシャーク）
断面が楕円のシリンダー状コース。コースの表面と裏面を意識して走行しないと方向感覚が狂いやすい。ゴール前でシリンダーの径が非常に小さくなりそのまま大ジャンプに入るため、きちんと体制を整えておかないとあらぬ方向に飛ばされてしまう。最後は非常に高い場所からジャンプしながらスタート地点を通過するという関係上、空中でゴールすることになる珍しいコースでスタート後はゴールゲートが非常に高い場所へ移動し、中央に巨大なターゲットのようなエフェクトが表示される。
- ライトニング - サンダーロード
  - 全長：約24690m
  - スタッフゴースト：3'18"272（ファイアスティングレイ）
直角コーナーを多用した大胆なジグザグレイアウトが稲妻を思わせる、コース長が非常に長いテクニカルロングコース。ライン取りを的確に行えば、大幅なタイム向上を狙うことができる。ジャンプ時の青いライトの演出が美しい。
- グリーンプラント - スパイラル
  - 全長：約27970m
  - スタッフゴースト：3'50"740（レインボーフェニックス）
パイプ・シリンダー・ループ等、あらゆる要素が取り入れられたF-ZERO集大成ともいえる超ロングコース。コース序盤はパイプの中にシリンダー状のコースが平行に通った構造をしている。中央部の分岐ジャンプ、後半の様々な複合コーナーはいずれも流麗な曲線を描き、スパイラル（螺旋）の名を感じ取ることができる。コーナーの多くが螺旋状に深く入り組んでいるため、ライン取りを誤ると大きなタイムロスとなる。全コース中最長のコースとなるため、3周回で4分程の時間がかかる。
- ミュートシティ - ソニックオーバル
  - 全長：約6700m
  - スタッフゴースト：0'46"893（ファットシャーク）
典型的なオーバル形状のハイスピードコース。3周に1分かからない程度の長さで、コース自体の構造としてはストーリーモード第1話におけるものと共通である。単純なレイアウトではあるが、タイムの向上となると、ライン取りやダッシュプレートの踏み方などの非常に高度なテクニック・判断力が問われる、奥深いコースである。全コース中最短のコースとなる。AXでは8周コースとなっている。またストーリー1話のコースでもある。

## 登場人物
キャプテン・ファルコン、ブラッド ファルコン
声：エリック・ケルソー
シルバーニールセン、ドラク
声：ウォルター・ロバーツ
ブラック・シャドー、ダイゴロー、キュースリー、ビーストマン、ミスターゼロ、アナウンサー、システムボイス
声：ジャック・マルジ
サムライ・ゴロー、マイケル チェーン、バイオ レックス
声：ライアン・ドリース
オクトマン、レオン、シオー
声：ジェフ・ゲダート
ロジャー バスター、ドン ジーニー
声：ジェフ・マニング
ミセス アロー
声：ドナ・バーク
ジョディ・サマー
声：ジュリア・ヤマコフ
デジ ボーイ
声：レニー・ハート

## 余談
- GXのゲームディスク内に、AX（アーケード版）のゲームデータが収録されている。ただし正規には遊ぶ事は出来ない。